# Tauw
TAUW Group is een Nederlands advies- en ingenieursbureau dat internationaal actief is. De hoofdvestiging bevindt zich te Deventer.

## Geschiedenis
Het bureau werd in oktober 1928 in Haarlem opgericht als Technisch Adviesbureau van de Unie van Waterschappen (T.A.U.W.). In die tijd waren er problemen bij de waterschappen die vooral waren veroorzaakt door de overgang van stoom- en dieselgemalen naar elektrische gemalen. Hierdoor nam in Noord-Holland de behoefte aan extern advies toe. TAUW kreeg in eerste instantie opdrachten die betrekking hadden op waterbeheersing, wegconstructie en elektrificatie. Later kwamen daar ook controlewerkzaamheden bij voor de al bestaande bemalingsinstallaties.
TAUW heeft vestigingen in Nederland, België, Frankrijk, Duitsland, Spanje en Italië. Bij TAUW Group werkten in 2017 1.133 medewerkers, waarvan ongeveer 850 personen in Nederland, die vanuit de vestigingen in Amsterdam, Assen, Deventer, Eindhoven, Rotterdam, Utrecht, Enschede en Leeuwarden werkzaam zijn in de bedrijfsonderdelen Water, Industry, Ruimtelijke kwaliteit en Meten, Inspectie & Advies. TAUW Nederland heeft een dochteronderneming, Syntraal. Dit bedrijf richt zich op interim-vraagstukken bij opdrachtgevers.

## Omzet- en winstgeschiedenis
| Jaar | Omzet           | Nettoresultaat |
| ---- | --------------- | -------------- |
| 2022 | € 146,6 miljoen | Onbekend       |
| 2021 | € 143,0 miljoen | Onbekend       |
| 2020 | € 144,1 miljoen | € 5,8 miljoen  |
| 2019 | € 138,0 miljoen | € 4,5 miljoen  |
| 2018 | € 129,0 miljoen | € 3,8 miljoen  |
| 2017 | € 117,8 miljoen | € 3,0 miljoen  |
| 2016 | € 109,3 miljoen | € 2,9 miljoen  |
| 2015 | € 102,4 miljoen | € 2,9 miljoen  |
| 2014 | Onbekend        | Onbekend       |
| 2013 | € 106,5 miljoen | € 0,4 miljoen  |
| 2012 | € 114,2 miljoen | € -3,0 miljoen |
| 2011 | € 113 miljoen   | € 0,7 miljoen  |
| 2010 | € 117,1 miljoen | € 1,8 miljoen  |
| 2009 | € 118,5 miljoen | € 2,1 miljoen  |
| 2008 | € 111,0 miljoen | € 1,3 miljoen  |
| 2007 | € 98,0 miljoen  | € 2,8 miljoen  |
| 2006 | € 95,7 miljoen  | € 2,0 miljoen  |
| 2005 | € 89,4 miljoen  | € 0,7 miljoen  |

* Bovenstaande tabel bevat de resultaten voor de gehele TAUW Group en niet alleen TAUW Nederland.